# Csettegő
Tractorul artizanal (numit și csettegő în maghiară) se referă la vehiculele construite manual utilizate în sudul Ungariei și România pentru lucrări agricole, în principal în perioada comunistă.